# Sand Springs
Sand Springs – miasto w Stanach Zjednoczonych, w stanie Oklahoma, w hrabstwie Osage.